# Limnophila (Limnophila) araucania araucania
Limnophila (Limnophila) araucania araucania is een ondersoort van de tweevleugelige Limnophila (Limnophila) araucania uit de familie steltmuggen (Limoniidae). De ondersoort komt voor in het Neotropisch gebied.